# Mismaloya (Tizapán el Alto)
Mismaloya es una localidad del estado mexicano de Jalisco. Es parte del municipio de Tizapán el Alto.

## Toponimia
El nombre «Mismaloya» proviene de los términos en náhuatl: michin, pescado; malli, cautivo; yan, lugar. Su significado es «Pesquería» o «Lugar donde se pesca».

## Demografía
| Gráfica de evolución demográfica |
|                                  |

| Censo | Población |
| ----- | --------- |
| 1900  | 176       |
| 1910  | 253       |
| 1921  | 291       |
| 1930  | 299       |
| 1940  | 444       |
| 1950  | 491       |
| 1960  | 582       |
| 1970  | 596       |
| 1980  | 650       |
| 1990  | 746       |
| 2000  | 798       |
| 2010  | 884       |
| 2020  | 1 051     |